# Necochea
Necochea es una ciudad ubicada al sur de la Provincia de Buenos Aires, sobre la costa atlántica, en Argentina. Es cabecera del partido homónimo; posee amplias playas y un importante puerto al encontrarse en la desembocadura del río Quequén Grande y el mar Argentino.
Es un centro turístico de verano, gracias a sus playas. Se la puede dividir en dos núcleos comerciales: el «centro», también denominado «centro viejo», donde se concentra la actividad comercial salvo en verano; y la «playa», también llamada «centro nuevo» (oficialmente la Villa Díaz Vélez, nombre que recibe la villa balnearia), que durante el verano pasa a ser central en el desenvolvimiento comercial y cultural y es a su vez más conocida y frecuentada por los turistas.
Su denominación se debe a que fue erigida por la familia Díaz Vélez, primera propietaria de estas tierras desde 1836, a finales del siglo XIX. Eustoquio Díaz Vélez (hijo) —vástago del general de la independencia argentina Eustoquio Díaz Vélez— comenzó con las construcciones iniciales con el especial propósito de promocionar a la Villa Díaz Vélez como centro turístico estival, siendo —por ello— uno de los primeros y más antiguos lugares para vacacionar de la costa atlántica argentina. Recién en el año 1911, cuando Necochea fue declarada ciudad, la Villa Díaz Vélez se incorporó al ejido urbano.

## Toponimia
Necochea lleva su nombre en honor al general Mariano Necochea, granadero a caballo del ejército del libertador general José de San Martín, quien participó junto a las órdenes mismo en el Combate de San Lorenzo y fue el responsable de redactar el parte de victoria por orden de su jefe cuando se reunieron ambos bajo el pino histórico de esa ciudad al finalizar el enfrentamiento contra los realistas españoles.
El apellido toponímico español, originario de Navarra, en vasco «Nekotxea», significa «La casa de Eneko», o bien: «La casa de Íñigo».

## Historia
Las gestiones para la fundación de Necochea se iniciaron en 1871 a través de un grupo de vecinos encabezados por Ángel Ignacio Murga, comandante de las Guardias Nacionales, y el juez de paz Victorio de la Canal, que solicitaron a las autoridades de la Provincia de Buenos Aires la erección de una ciudad cabecera en el partido de Necochea. El proyecto fue aprobado por el gobernador Dardo Rocha y se fundó así la ciudad de Necochea el 12 de octubre de 1881.
El trazado del ejido urbano quedó en manos del agrimensor José María Muñiz, quien la ubicó a una legua del río Quequén Grande y a tres leguas del mar Argentino, en campos de la familia Díaz Vélez, quienes fueron unos de los primeros estancieros propietarios del pago. Comprendía 256 manzanas, 235 quintas y 164 chacras.
En el proceso de fundación de Necochea fue de vital importancia la influencia de la masonería, puesto que la mayoría de los fundadores pertenecían a la logia Sol Argentino 160, como lo demuestra el acta de fundación de la ciudad, en donde se invoca la protección del G.A.D.U. (Gran Arquitecto del Universo), y las firmas con tres puntos de la mayoría de los que suscribieron al acta, entre ellos los vecinos De la Canal, Murga y Pedro José Iraola.

## Clima
Necochea posee un clima templado, húmedo y se encuentra dentro del templado propiamente dicho único en el mundo, que a pesar de llegar a tener en invierno temperaturas bajo 0 °C, no es frecuente la nieve; esto suavizado por encontrarse sobre la costa del mar Argentino. En los veranos las temperaturas máximas pueden llegar a los 35 °C, en tanto los inviernos son algo fríos con mínimas que pueden llegar a los 2 °C. La ciudad se ve influenciada, como sucede en toda la costa atlántica argentina, por vientos alisios frecuentemente del sector norte y noroeste, lo cual es muy común, pero cuando el viento sopla del sur hace variar la sensación térmica, y produce una fuerte marejada. Su velocidad promedio en verano es de 26 km/h.
| Parámetros climáticos promedio de Necochea, Buenos Aires | Parámetros climáticos promedio de Necochea, Buenos Aires | Parámetros climáticos promedio de Necochea, Buenos Aires | Parámetros climáticos promedio de Necochea, Buenos Aires | Parámetros climáticos promedio de Necochea, Buenos Aires | Parámetros climáticos promedio de Necochea, Buenos Aires | Parámetros climáticos promedio de Necochea, Buenos Aires | Parámetros climáticos promedio de Necochea, Buenos Aires | Parámetros climáticos promedio de Necochea, Buenos Aires | Parámetros climáticos promedio de Necochea, Buenos Aires | Parámetros climáticos promedio de Necochea, Buenos Aires | Parámetros climáticos promedio de Necochea, Buenos Aires | Parámetros climáticos promedio de Necochea, Buenos Aires | Parámetros climáticos promedio de Necochea, Buenos Aires |
| Mes                                                      | Ene.                                                     | Feb.                                                     | Mar.                                                     | Abr.                                                     | May.                                                     | Jun.                                                     | Jul.                                                     | Ago.                                                     | Sep.                                                     | Oct.                                                     | Nov.                                                     | Dic.                                                     | Anual                                                    |
| -------------------------------------------------------- | -------------------------------------------------------- | -------------------------------------------------------- | -------------------------------------------------------- | -------------------------------------------------------- | -------------------------------------------------------- | -------------------------------------------------------- | -------------------------------------------------------- | -------------------------------------------------------- | -------------------------------------------------------- | -------------------------------------------------------- | -------------------------------------------------------- | -------------------------------------------------------- | -------------------------------------------------------- |
| Temp. máx. media (°C)                                    | 28.0                                                     | 27.0                                                     | 24.0                                                     | 21.0                                                     | 17.0                                                     | 13.0                                                     | 13.0                                                     | 14.0                                                     | 17.0                                                     | 20.0                                                     | 22.0                                                     | 26.0                                                     | 22.0                                                     |
| Temp. mín. media (°C)                                    | 16.0                                                     | 16.0                                                     | 14.0                                                     | 11.0                                                     | 8.0                                                      | 5.0                                                      | 4.0                                                      | 5.0                                                      | 6.0                                                      | 9.0                                                      | 12.0                                                     | 15.0                                                     | 15.0                                                     |
| Precipitación total (mm)                                 | 83                                                       | 90                                                       | 82                                                       | 74                                                       | 60                                                       | 44                                                       | 42                                                       | 50                                                       | 60                                                       | 71                                                       | 74                                                       | 75                                                       | 800                                                      |
| Fuente: https://www.ncdc.noaa.gov/ promedio 1980 - 2016  |                                                          |                                                          |                                                          |                                                          |                                                          |                                                          |                                                          |                                                          |                                                          |                                                          |                                                          |                                                          |                                                          |

Humedad relativa, promedio anual: 77%.

## Economía
Las principales actividades económicas de Necochea son la agropecuaria, el puerto y el turismo. El Puerto de Necochea - Quequén ha llegado a ser el segundo más importante de Argentina, aunque entre los años 1998 y 2005 tuvo una depresión que lo relegó –en importancia— al noveno del país, por lo que actualmente se ha creado un plan para reactivarlo y se ha reencausado, ubicándose como el quinto puerto del país. 
Otras importantes actividades económicas son la agrícola, la agroindustrial, la turística y la comercial, con un centro administrativo y comercial en el que, durante las temporadas de turismo —especialmente durante el verano—, compite con el centro de la Villa Díaz Vélez, la villa balnearia citadina. 
En 2009 se instaló en el parque Miguel Lillo un primer molino eólico, siendo hasta el momento el primero de varios levantados en el distrito. Por sus condiciones naturales apropiadas para el suministro de este tipo de energía, se realizaron estudios para la radicación de emprendimientos basados en energías renovables.
En la ciudad también se ha instalado un Sector Industrial Planificado, donde se han ubicado aproximadamente 20 pymes, que reciben beneficios como exención de impuestos locales y provinciales, y es un predio que cuenta con todos los servicios para instalar cualquier tipo de industria, con trámites muy sencillos.

## Vías de acceso
La RP 88 comunica a Necochea con Miramar y Mar del Plata, y desde esta última con la Ciudad de Buenos Aires y el resto de la costa norte de la Provincia de Buenos Aires, a través de las rutas RP 2 y RP 11.

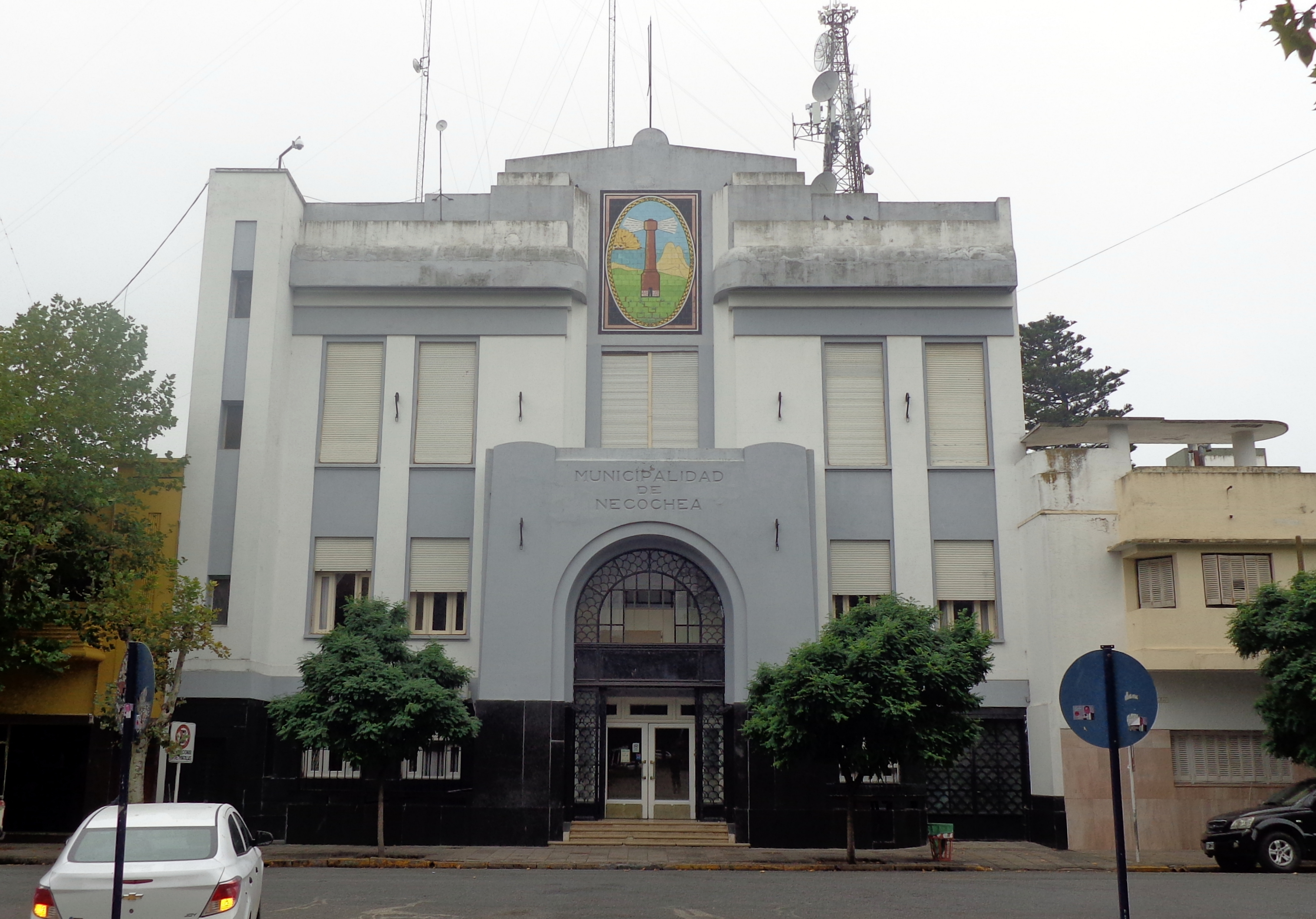
Municipalidad de Necochea.

La RP 227 une a Necochea con Tandil, Lobería y Balcarce —conexión por ruta 55 hasta empalmar con la ruta (RN 226 empalme RP 29) en el Partido de Ayacucho y (RN 2) a la altura de Coronel Vidal, hacia Buenos Aires—, la RP 86 con Benito Juárez, que empalma con la ruta nacional RN 3 hacia Buenos Aires, la RN 228 con Tres Arroyos y el sur del país a través de la ruta nacional RN 3, la cual nace en Buenos Aires y llega hasta que muere en el puente sobre el Río Lapataia, recorriendo 3063 km. La RP 75 conecta con San Cayetano y Gonzáles Chaves.
Cada una de estas vías se conecta con el interior bonaerense y el resto del territorio nacional.
Además, durante años se pudo llegar por tren a través del servicio prestado por Ferrobaires en vías del Ferrocarril General Roca, el cual partía una vez por semana desde y hacia Quequén; este servicio se encuentra actualmente suspendido.
Necochea posee también un aeropuerto, por lo que también es posible llegar a ella vía aérea. (Actualmente es base operativa de medios aéreos del Plan Nacional de Manejo del Fuego). Sin embargo, no cuenta con un servicio de vuelos comerciales, pudiéndose hacer solo de manera privada.
La ciudad se encuentra a 528 kilómetros de la Ciudad de Buenos Aires y a 131 kilómetros de Mar del Plata.

## Turismo
Necochea tiene unas playas de gran amplitud y extensión. Debido a estas características, ellas son conocidas como: «Las playas del suave declive». Se extienden a lo largo de aproximadamente 64 km y tienen más de 300 metros de ancho en algunas zonas. Las más tradicionales y concurridas se ubican en la denominada Villa Díaz Vélez lindantes a la zona comercial y más poblada, donde también se encuentra la Rambla Municipal. 
Éstas cuentan con servicios de guardavidas, balnearios de acceso público (y privado), canchas de vóley, y bajadas de vehículos en las zonas habilitadas exclusivamente y menos pobladas. 

### Parque Miguel Lillo

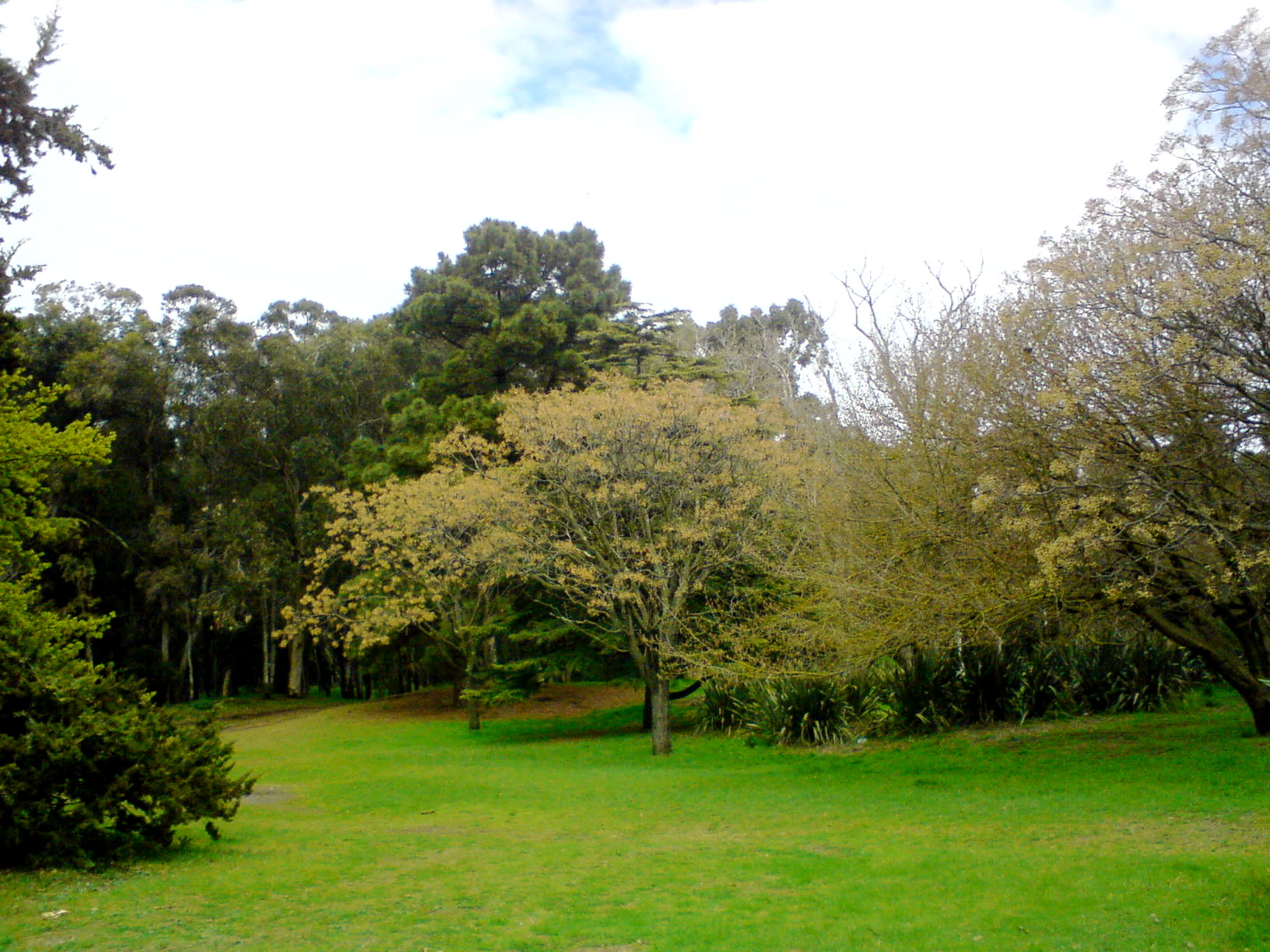
El Parque Miguel Lillo.

El Parque Miguel Lillo es un parque de 640 ha, ubicado en el sur de la Villa Díaz Vélez y lindante con el mar, en forma paralela a la costa, creado en la década del ´40, siendo en su mayoría coníferas, pudiéndose encontrar también importantes ejemplares de eucaliptos. Sus orígenes se deben a la inmensa plantación que el ingeniero y estanciero don Carlos Díaz Vélez efectuó sobre las dunas de su propiedad. El establecimiento de este vivero de árboles que fueron sembrados por Carlos Díaz Vélez logró tres importantes finalidades: morigerar el clima, al restar velocidad al viento sur que se abate sobre la Villa Díaz Vélez; consolidar el terreno, al fijar los médanos cercanos a la costa y embellecer sus tierras.

La gran superficie hace que este parque sea una reserva forestal y el pulmón verde de la ciudad de Necochea. Asimismo es uno de los mayores atractivos turísticos de la ciudad y un espacio ideal para las actividades recreativas.

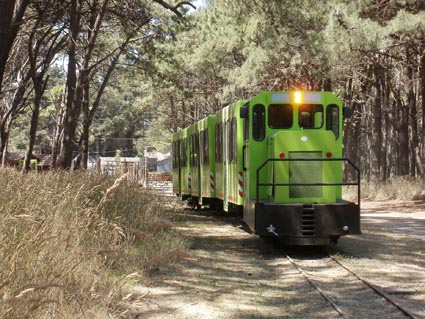
El tren turístico que recorre internamente el Parque Miguel Lillo.

El parque se encuentra localizado desde la Calle 89, hacia el oeste, entre la Avenida 2 y la Avenida 10, la que le da acceso a las playas de la costa y al mar.
Actualmente en el parque se realiza todos los años, como es costumbre, el Festival Infantil, una de las celebraciones veraniegas más importantes de la ciudad junto a la Fiesta de las Colectividades. También posee un anfiteatro para la realización de espectáculos, y próximo a este se ubican el Museo de Ciencias Naturales “Dr. José Squadrone” y el Museo Histórico Regional "Egisto Ratti" en lo que fuera la casona edificada por doña Carmen Díaz Vélez de Álvarez de Toledo, de típico estilo neocolonial, construcción que data de 1932. El trazado interno incorpora la importante avenida Pinolandia. La zona posee bicisendas, circuitos aeróbicos y un pequeño complejo deportivo. A unos 3 km de finalizado el trazado urbano y por Avenida 10 se ubica el Campo Scout, un campin administrado por la Asociación Civil Scouts de Argentina. En el parque se puede acampar y hacer fogones (en los lugares permitidos), alquilar bicicletas, carritos y realizar cabalgatas.
También existe un pequeño pero vistoso tren que lo recorre por su interior, actualmente denominado complejo "Tren Del Parque". El mismo recorre 2,7 km. uniendo la estación Del Parque con el Lago de los Cisnes, ubicado sobre la Avenida 2.
A principios del 2008, se incendiaron 10 ha y eso llevó a que se organice un sistema de prevención de accidentes, contemplando la modernización del parque, instalándose los servicios básicos y manteniendo los caminos, el raleo y la reforestación.
En 2014 el Parque Miguel Lillo fue elegido como uno de los 10 lugares mágicos de Argentina, dado quedó séptimo entre 307 lugares del país.

### Complejo Casino

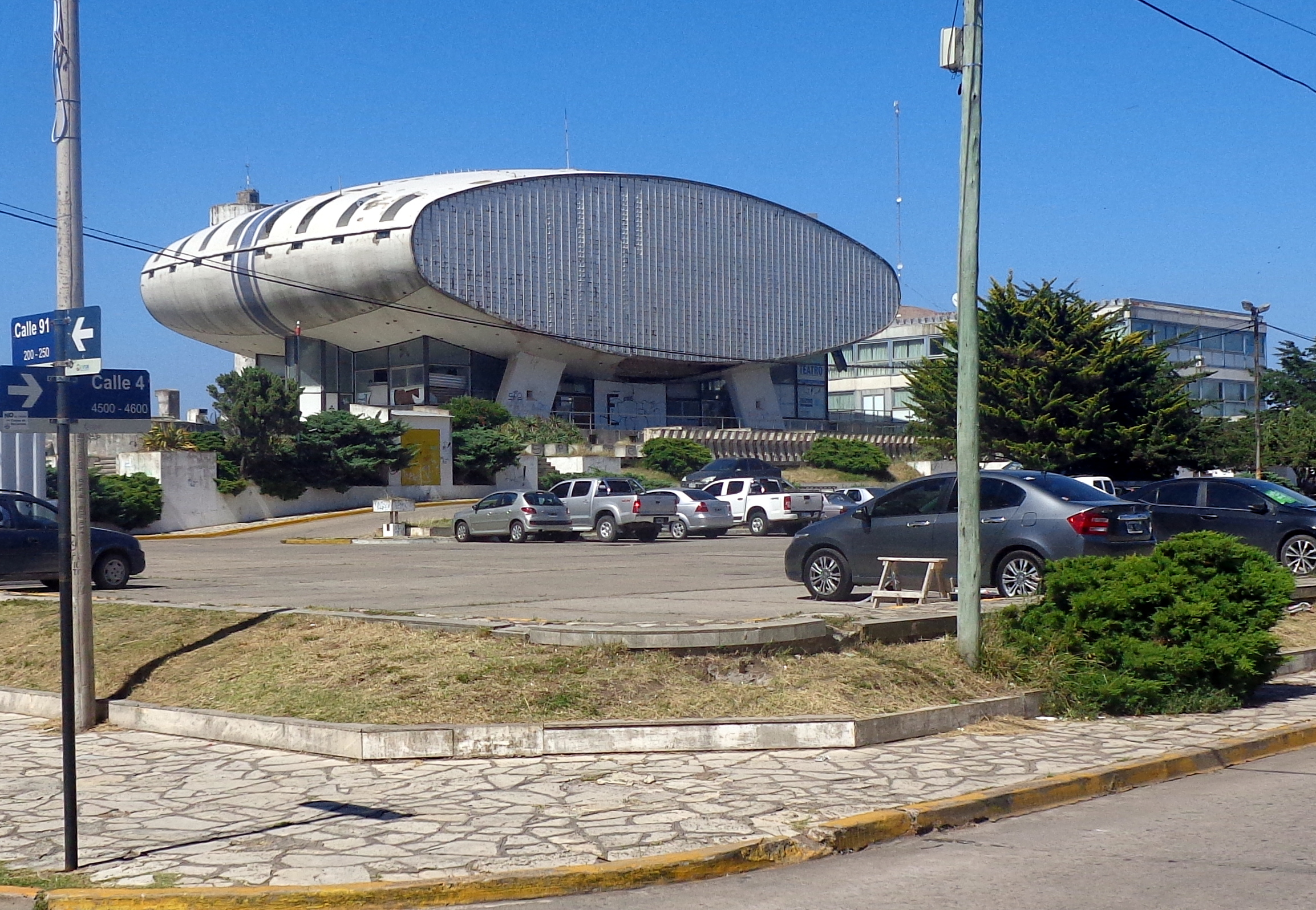
Casino de Necochea.

El Complejo Casino fue inaugurado a principios del 1973. Ofrecía pileta de natación, pista de patinaje, canchas de bowling y confitería, siendo (en el pasado) una postal para la ciudad. Poseía además un teatro, el auditórium del casino, el cual ofrecía espectáculos de renombre nacional en los veranos.

En 2016, el teatro, el restaurante y los comercios de los alrededores quedaron clausurados por una decisión del entonces intendente, Facundo López.
En 2018, María Eugenia Vidal, la entonces gobernadora de la Provincia de Buenos Aires, decidió cerrar de forma definitiva los casinos de Mar de Ajó, Valeria del Mar y también al de Necochea. Pero, finalmente, este siguió funcionando hasta marzo del 2020 por los trabajadores del mismo que convocaron protestas y marchas.
El casino sufrió tres incendios desde su inauguración. El primero ocurrió en 1978, el segundo y considerado el peor por acabar con una cuarta parte de la sala del casino fue en 2001 y el último y más reciente fue en agosto del 2020 que acabó con todo el interior del teatro. 

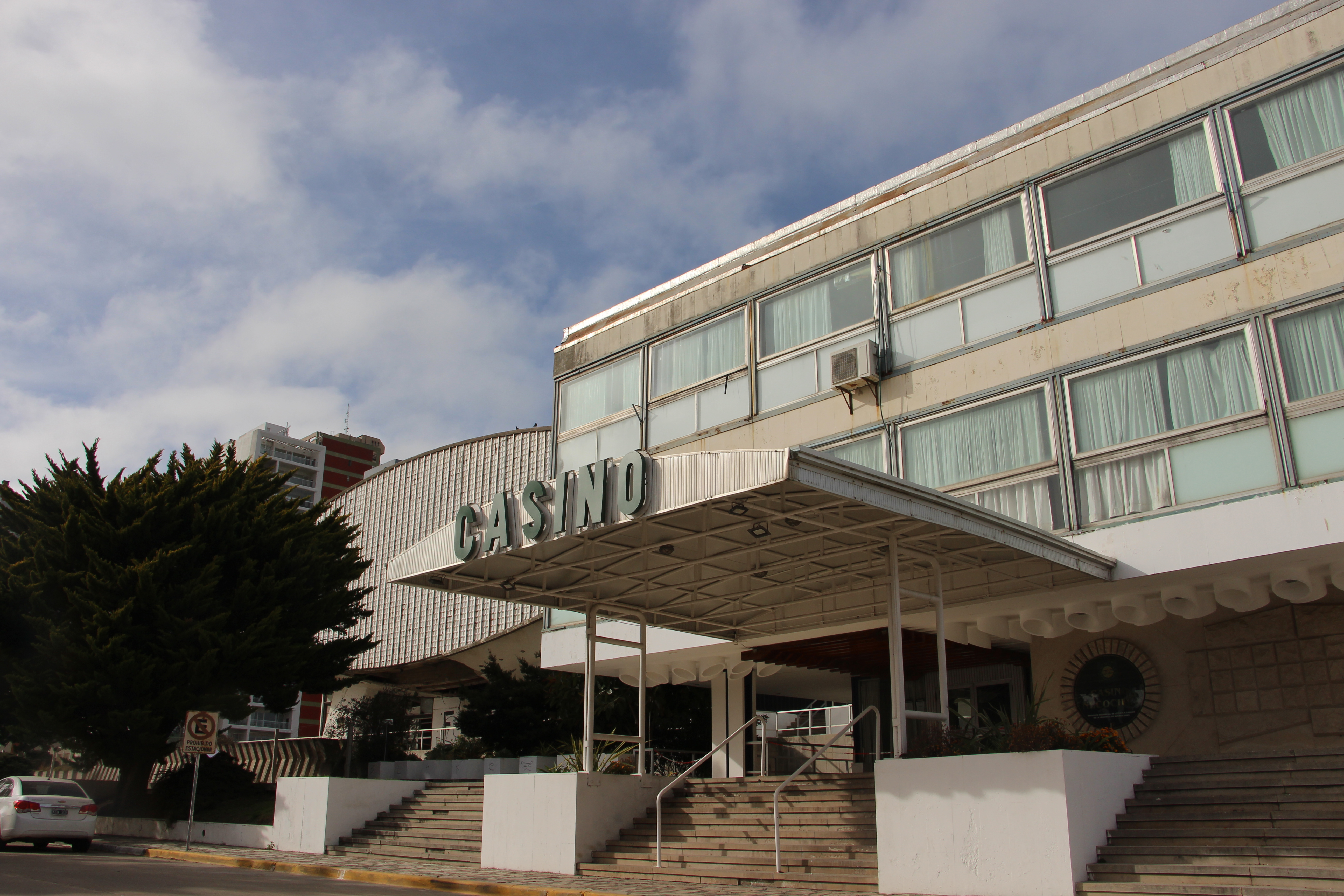
Entrada del Casino de Necochea.

En 2020, pocos días después del último incendio, se aprobó la venta de todo el complejo del casino para que se construyan torres de departamentos con vista al mar y al Parque Miguel Lillo. Este proyecto fue impulsado por el actual intendente Arturo Rojas. Solo hubo un interesado que fue finalmente rechazado por la municipalidad.
En diciembre del 2021, se anunció que la sala de juegos funcionaría durante la temporada de verano. Finalmente esto no sucedió.
En 2022 salió a la venta nuevamente el pliego para licitar el predio para que el 22 de febrero se realice la apertura de sobres. Finalmente, la apertura fue suspendida por la falta de interesados en la venta del casino.

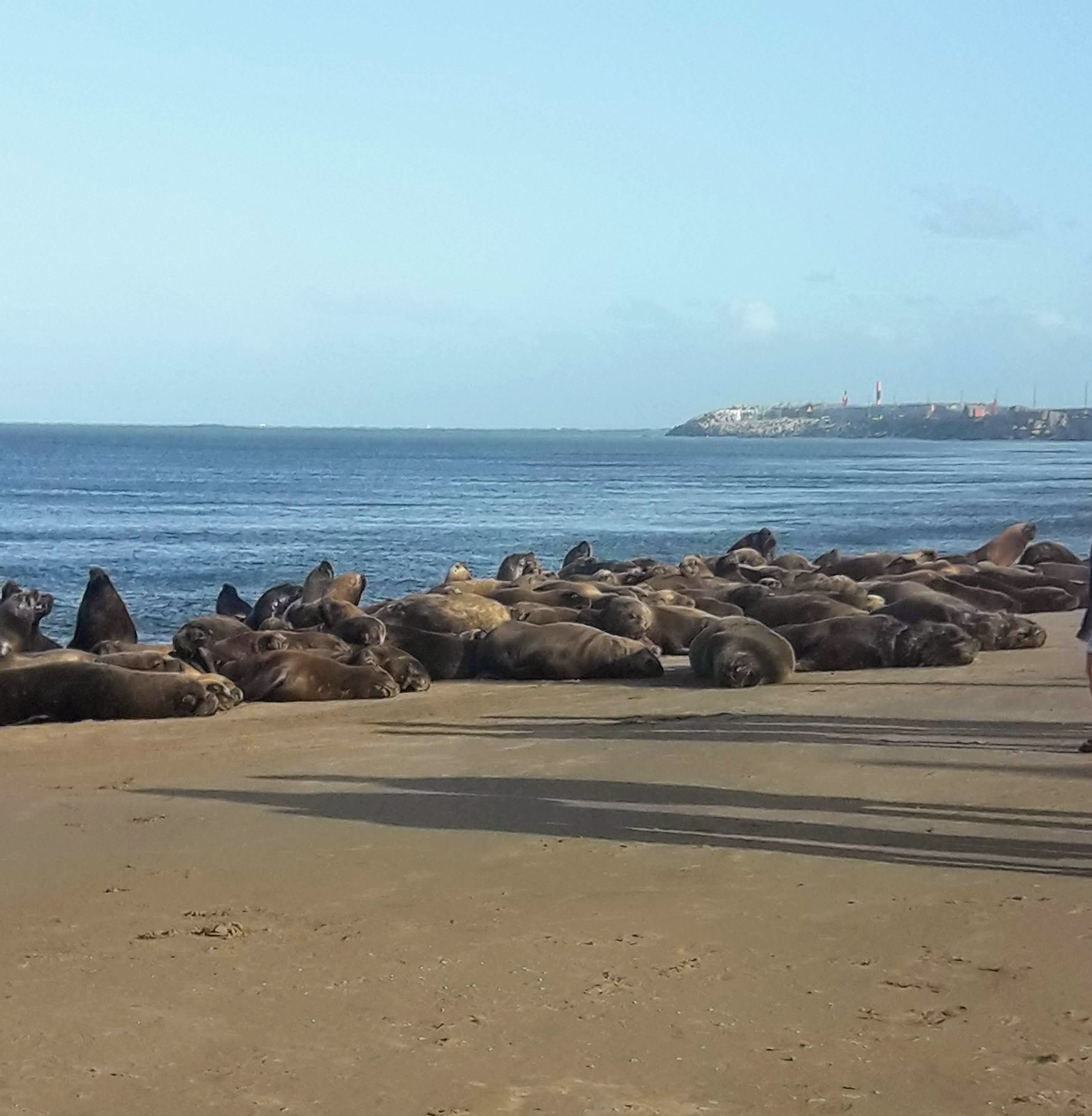
Descanso de lobos marinos en la escollera sur, Necochea.

### Escollera Sur
En Necochea, siguiendo la avenida costanera en dirección al río Quequén Grande, se encuentra la escollera Sur. Se puede llegar caminando hasta casi su extremo y allí observar la desembocadura del río en el mar Argentino. Se pueden ver las fuertes olas golpear contra el hormigón de la escollera. Además, se pueden observar la entrada de barcos de carga, que ingresan en busca de materias primas, o las lanchas amarillas de pescadores desembarcando su pesca diaria. La escollera, históricamente elegida por pescadores en ambas márgenes debido al excelente "pique" que tiene, también lo es en sus caras externas por bodyboarders y surfistas para la práctica de estos deportes náuticos.
Esta escollera fue ampliada unos 300 metros entre los años 2004 y 2007, lo que permitió la profundización del canal de acceso al puerto, siendo inaugurada por la presidenta de la Nación de ese momento, Cristina Fernández de Kirchner en febrero de 2008.
Sobre los extremos de la escollera se encuentra el descanso de lobos marinos que se puede observar a corta distancia. Se trata de una colonia ejemplares machos permanecen largos períodos en él, para madurar y obtener experiencia para competir con otros machos.

### Peatonales
La Villa Díaz Vélez posee dos calles peatonales: la de la calle 83 y la de la calle 85, de una extensión de 200 m cada una (temporarias). Ambas mantienen el tránsito interrumpido los días de verano.
En ellas se hallan restaurantes, bares y comercios de diversos tipos (también temporarios), destacándose la venta de los típicos alfajores de la costa. Además en las noches, en época de veraneo, hay espectáculos callejeros. El crecimiento del sector urbano costero va permitiendo que cada vez más negocios continúen abiertos todo el año.
En la calle 6 se ubica la Parroquia Nuestra Señora de Lourdes, frente a la Plaza San Martín, ambos terrenos obsequiados a la comunidad necochense por Carlos Díaz Vélez. Esta plaza es el epicentro de la Villa Díaz Vélez.

### Microcentro
El microcentro de Necochea se ubica en la parte media de la ciudad, donde se encuentra la plaza Dardo Rocha, el Palacio Municipal y la parroquia Santa María del Carmen. Es el centro de la ciudad y su vigencia se prolonga durante todo el año. Contiene todo el casco histórico.
Entre los edificios históricos se destacan las casas hechas en el año 1900 por los inmigrantes, la iglesia, el colegio nacional, la municipalidad, el Teatro París y el correo argentino, entre otros. Es el corazón financiero de la ciudad en el que se encuentran prestigiosos bancos de nivel nacional.

También en el micro-centro se ubica un importante centro comercial, considerado un importante punto turístico debido a su variedad de negocios y que complementa la oferta turística que le brinda la Villa Díaz Vélez.

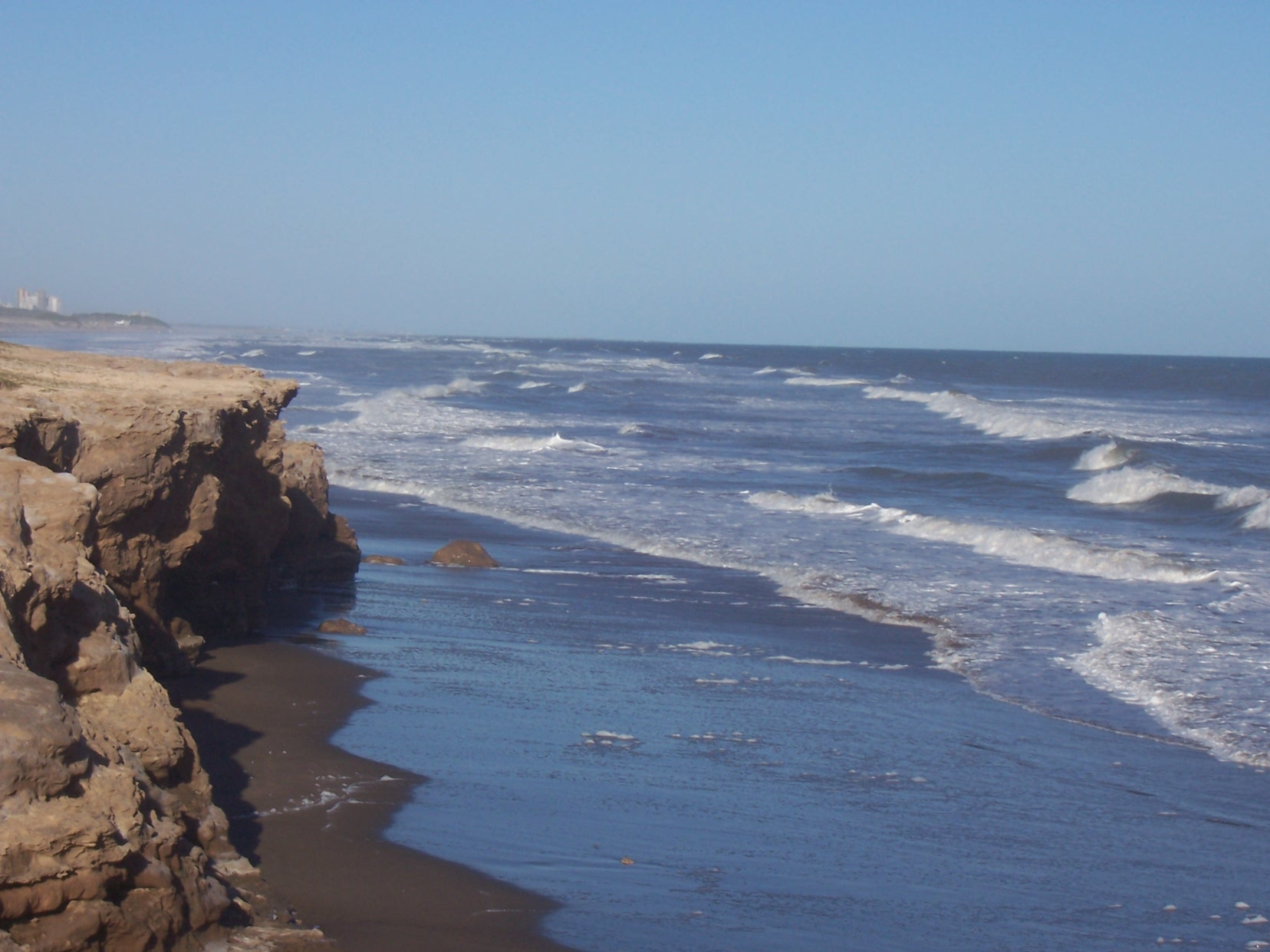
Las Grutas.

### Las Grutas
Uno de los primeros sitios naturales que se encuentran al recorrer la costa hacia el Sur es el sitio conocido como Las Grutas, un sitio que debe su nombre a unas grutas costeras, formadas por la erosión producida por las fuertes olas del mar. Se hallan a 6 kilómetros del centro urbano costero y se puede acceder a ellas a través de la avenida 10 en dirección al sur, y girando hacia la izquierda unos 250 metros por lo que sería la continuación de la calle 209, se puede notar el parque eólico unos 500 metros más adelante.

### Punta Negra
Se encuentra a unos 5 kilómetros hacia el sur de Necochea, es una formación rocosa que baja de los acantilados y se interna en el mar. El nombre deriva de las arenas negras enriquecidas con hierro. En el sector se encuentran numerosas piletas naturales donde diversas especies sorprenden a los curiosos.

### La Cueva del Tigre
La Cueva del Tigre se encuentra a unos 35 km al sur de la ciudad de Necochea junto al balneario Los Ángeles. La playa está rodeada de acantilados que se unen con una plataforma rocosa que se introduce en el mar unos 200 metros. Hacia el sur se extiende un paraíso donde la naturaleza se presenta en todo su esplendor, y donde se encuentra el imponente Médano Blanco, de 100 metros de altura.  

Según cuenta la leyenda del “Tigre del Quequén”; este refugio albergó a un bravío gaucho del siglo XIX, que se escondió allí para escapar de la policía y fue fuente de inspiración del cantautor León Gieco en su disco: Bandidos rurales. En otra época, matreros y cuatreros aprovecharon estas cuevas, refugios naturales, para hacer el “raque”, tal vez impulsados por el ya mencionado Tigre del Quequén. Es un lugar propicio para la pesca y para los aficionados al surf por la magnitud del oleaje del lugar.

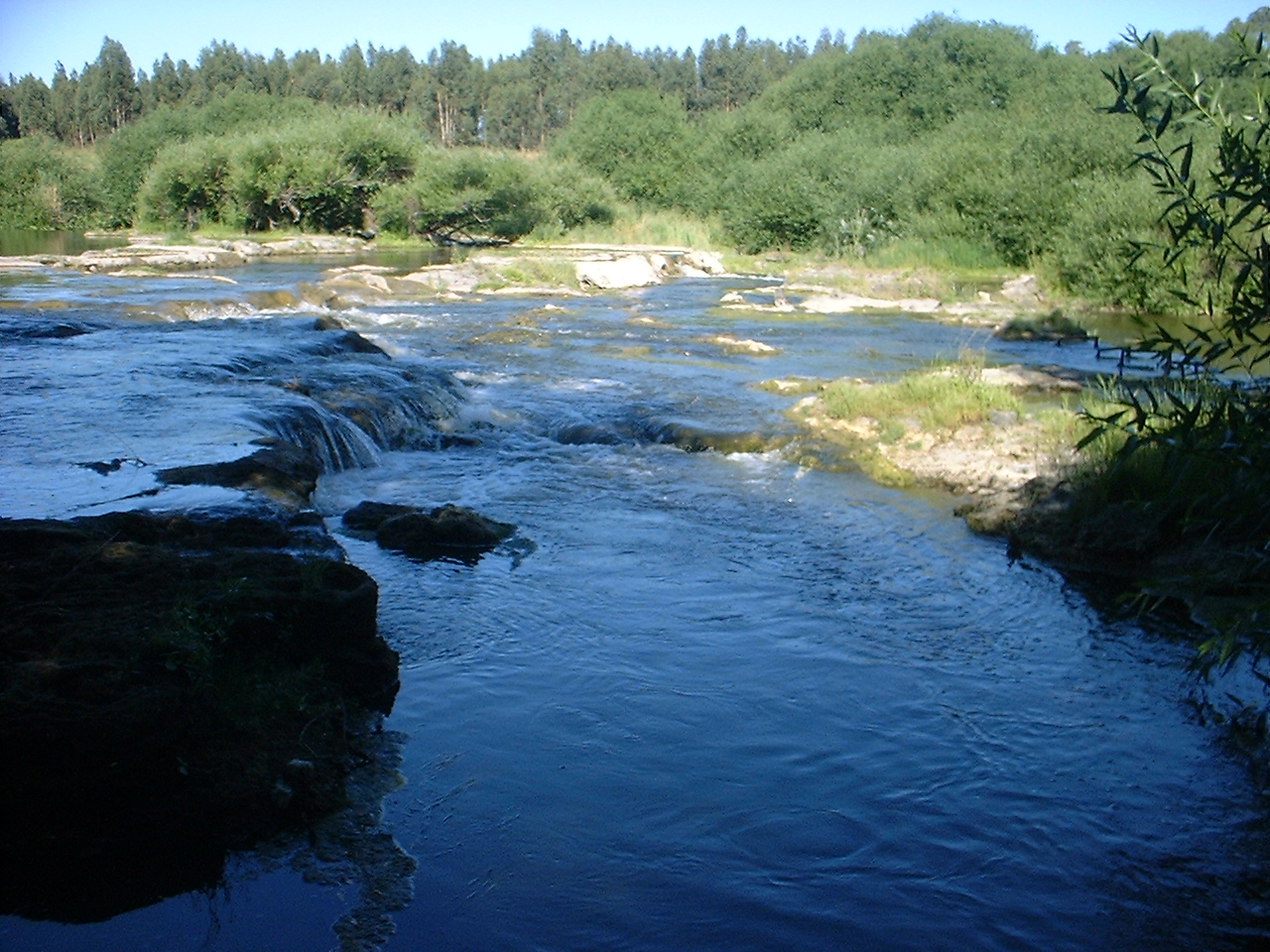
Las Cascadas; a 16 kilómetros de la desembocadura del río Quequén Grande.

### Las Cascadas
A 16 km del ejido urbano y sobre el río Quequén Grande se formaron unas cascadas naturales. Este accidente geográfico atrae a gran cantidad de turistas, ya que es común ver gente haciendo pícnic además de ser un buen lugar para la pesca. Esta sucesión de saltos y rápidos también suele ser utilizada por kayakistas que descienden desde el río a través de pequeños saltos de entre 20 y 90 cm, llegando a picos de hasta 1 metro. En el lugar funciona una estación de piscicultura y un balneario.

### Monumento al General San Martín
Ubicado en la intersección de las avenidas 59 y diagonal San Martín se halla el monumento al general José Francisco de San Martín.

El mismo cuenta con una estatua del libertador y tres pilotes de color blanco, que tienen tallado el escudo de Argentina, Chile y Perú, los tres países que fueron liberados por el prócer. Se encuentran izadas de manera permanente las banderas de estos tres estados y posee lámparas votivas para ser encendidas los días festivos nacionales y locales.

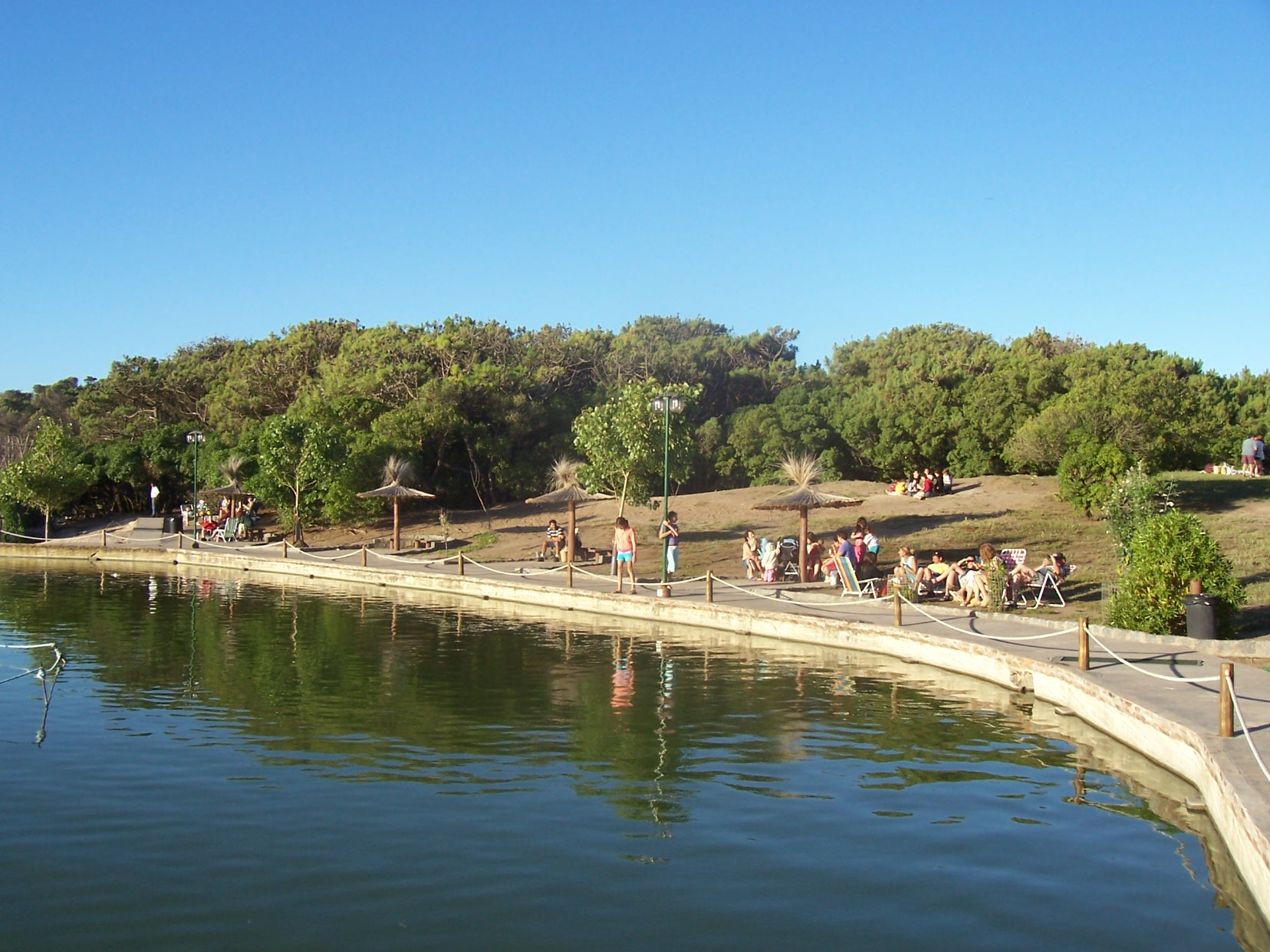
El Lago de los Cisnes.

### Lago de los Cisnes
El Lago de los Cisnes es un lago artificial ubicado sobre la avenida 2, pasando la avenida Pinolandia, en el Parque Miguel Lillo. Recibe ese nombre debido a la gran cantidad de cisnes y patos que habitaban en sus aguas.
Se pueden alquilar bicicletas acuáticas, para recorrer el lago; o caminar por sus senderos, bordeándolo.
En el lugar existe también un mini-zoológico, donde se pueden observar algunos especímenes de cabras, ñandúes, faisanes, entre otros.

### Club Del Valle/Las Barrancas
El complejo Las Barrancas se encuentra sobre la ribera del río Quequén en uno de los sectores más atractivos de la ciudad de Necochea.
El complejo se destaca por su entorno natural en el cual se pueden desarrollar diversas actividades deportivas y sociales. Ideal para las familias. Sus instalaciones pueden ser utilizadas por socios, invitados o turistas que acceden al mismo por calle 66; posee estacionamiento privado, y permite disfrutar de fogones al aire libre, botera con embarcaciones para recorrer el río, juegos infantiles, una multicancha y un parque único en la ciudad para realizar actividades al aire libre. Del otro sector del terraplén al cual se accede por dos caminos laterales, los visitantes se encuentran con cinco canchas de tenis de polvo de ladrillo, una cancha de básquetbol, un solárium con dos piletas (semí-olímpica e infantil) con vestuarios y una confitería.

### Club Náutico Necochea
Esta institución, pionera del deporte náutico en Necochea, ofrece —además de vela—, la práctica del rugby, hockey sobre césped, tenis y natación.
El club cuenta en su sede social, sita en calle 42 y ribera del río Quequén, con una pileta de natación y además tiene un anexo al pie de la escollera sur en la desembocadura del río Quequén al mar, donde se concentran las actividades náuticas.

### Hogar de ancianos Dr. Alejandro Raimondi
En la Villa Díaz Vélez, a metros del mar argentino y del río Quequén Grande, se encuentra el Hogar de Ancianos "Dr. Alejandro Raimondi".
El actual hogar tuvo sus orígenes en la Colonia de Vacaciones de Niños Débiles. Esta colonia vacacional se creó con un doble propósito. Su finalidad fue la construcción de un establecimiento de salud pública que albergara a los niños que eran los hijos de personas que padecían tuberculosis. 
La Colonia de Vacaciones de Niños Débiles surgió como una iniciativa del diputado nacional  Leopoldo Bard y contó con el apoyo del ingeniero Carlos Díaz Vélez, del Intendente de la Municipalidad de la Ciudad de Buenos Aires, doctor Carlos Martín Noel y del Presidente de la República Argentina, doctor Marcelo Torcuato de Alvear. 
El establecimiento se creó gracias a la donación de los terrenos que realizó don Carlos Díaz Vélez, en el año 1923, construyéndose una gran edificación en una superficie aproximada de tres hectáreas.

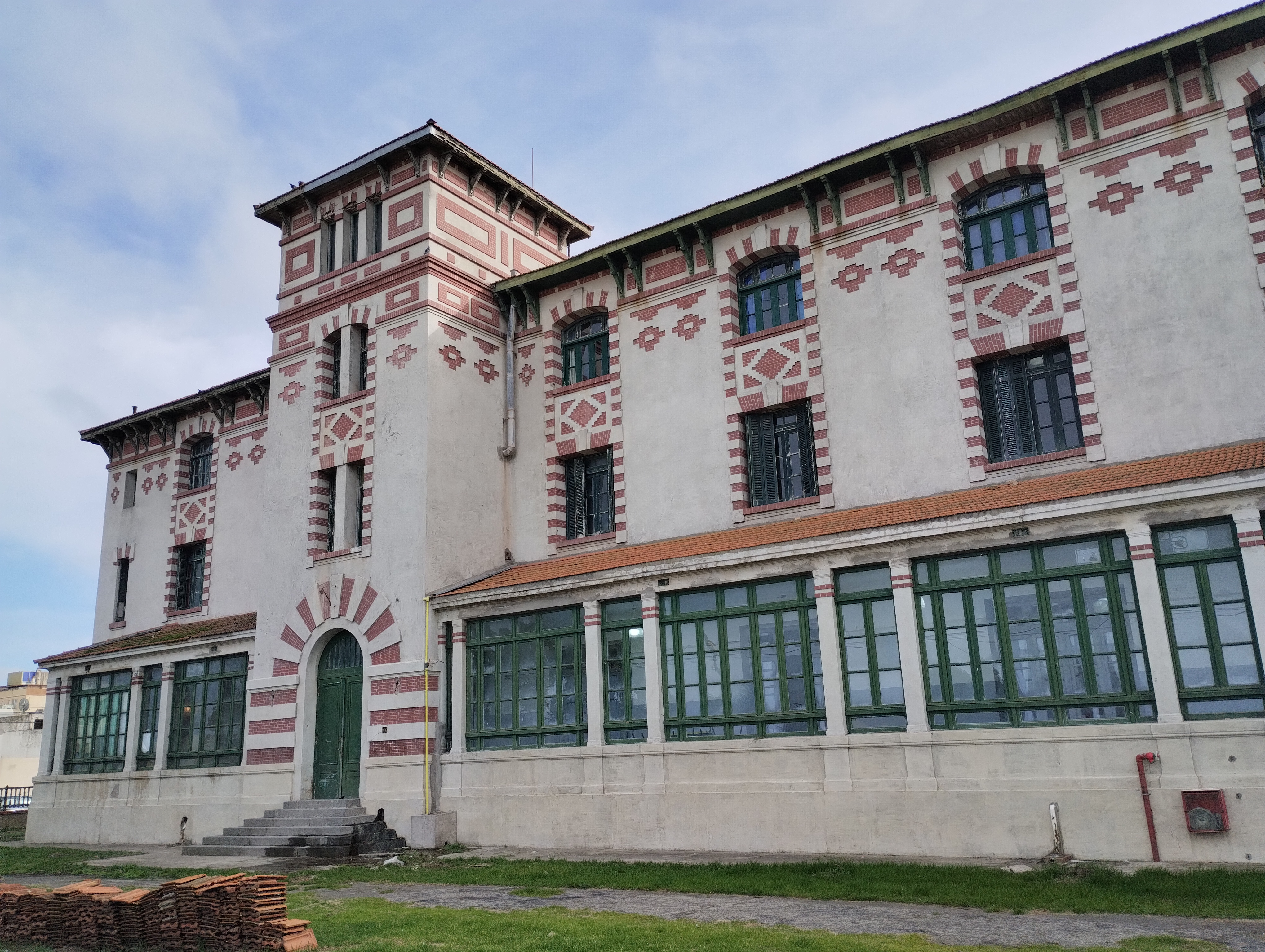
Hogar de Ancianos "Dr. Alejandro Raimondi" de Necochea

La obra comenzó el 7 de agosto de 1924, con la colocación de la piedra fundamental; el 1 de marzo de 1928 quedó habilitado el primer pabellón —que albergó a 180 niños— y el segundo pabellón fue inaugurado el 20 de enero de 1934 —que aumentó la capacidad a 500 niños—.
Este complejo cumplió, durante varios decenios, con la finalidad social que le fijara el ingeniero Carlos Díaz Vélez ya que fue un efector de salud, instrucción y esparcimiento para cientos de menores aquejados familiarmente por la tuberculosis.
Los niños se beneficiaron de sus servicios al concurrir, hasta una determinada edad y por turnos durante sus períodos de vacaciones.
El 10 de febrero de 1951 la Colonia de Vacaciones de Niños Débiles fue denominada "Dr. Alejandro Raimondi" —en memoria de quien fue un destacado médico dedicado a la lucha contra la tuberculosis— en conmemoración del aniversario de su fallecimiento.
La misma funcionó como tal hasta el 30 de septiembre de 1979, cuando el intendente de la Municipalidad de la Ciudad de Buenos Aires, brigadier (R) Osvaldo Andrés Cacciatore, le dio un destino diferente y la transformó en un hogar de ancianos. Así inauguró el Hogar de Ancianos "Dr. Alejandro Raimondi".

### Médano Blanco y Termas del Campo
En una estancia distante a 41 km de Necochea se encuentra un complejo de aguas termales que constituye en una experiencia diferente, con 42 has de campo y una edificación moderna de 5.000 m² rodeada de bosques de eucaliptos y pinos, a 4 km del mar y del famoso Médano Blanco, de más de 100 metros de altura. El antiguo casco de la estancia, construido en 1925 de estilo nórdico, ha sido reciclado de manera impecable y actualmente funciona el restaurante.
Es una nueva propuesta turística para disfrutar todo el año, cuenta con 2 piscinas cubiertas con agua termal, 2 hidromasajes al aire libre y una piscina recreativa. Un spa con más de 10 gabinetes, camillas de última generación, circuito hídrico con sauna, baños de vapor, salas con hidromasaje y ducha escocesa. Además se brindan masajes equilibrantes, descontracturantes y rituales exclusivos en tratamientos corporales.

## Fiestas y eventos

### Festival Infantil
En Necochea se celebra la Fiesta Nacional de Espectáculos para Niños, también conocida como el Festival Infantil, es la mayor y más antigua fiesta de este tipo en el país.
El encuentro consiste en la presentación de obras de teatro mayormente hacia niños, por lo que llegan elencos de teatro infantil desde diferentes lugares de la Argentina y el exterior. El primer festival ocurrió en el año 1962, y desde entonces todos los 6 de enero, en vísperas del Día de Reyes, se da inicio a una nueva edición del festival.
La fiesta se inicia con un desfile de carrozas que recorren las principales calles; además participan comparsas, murgas, conjuntos de danzas y baile, con la participación de las entidades e instituciones del distrito.

### Fiesta de las Colectividades
En Necochea, la organización de esta tradicional feria que se realiza en el mes de enero, está a cargo de la Coordinadora de Colectividades Extranjeras y participan las entidades de descendientes de italianos y españoles y sus regiones; daneses, vascos, griegos, franceses, alemanes, árabes y japoneses. Colectividades que dieron su esencia al ser necochenses y que con sus comidas y bailes típicos se ven reflejadas en el Parque Miguel Lillo en el verano. En el marco de estos encuentros, que son de libre acceso, el público puede degustar platos típicos realizados en forma casera por cada colectividad y también apreciar los espectáculos artísticos, especialmente de danzas tradicionales de cada país, que tienen lugar en forma ininterrumpida durante las tres jornadas que dura el evento.
El festival se lleva a cabo en el Parque Miguel Lillo, y el acceso para ver las obras teatrales es completamente gratuito.

## Cultura deportiva
Necochea es una ciudad que está rodeada por el mar argentino y el Río Quequén. La natación es un deporte que sus habitantes practican de forma natural. La ciudad organiza carreras de aguas abiertas en el mar y en el río cada año. La cultura de Guardavidas es grande. De esta ciudad han salido nadadores de elite mundial.
Necochea posee también una liga regional de fútbol, llamada Liga Necochea de Fútbol, la cual reúne a equipos del Partido de Necochea, así como de las ciudades de Lobería y San Cayetano.
También posee una liga de básquetbol, organizada por la Asociación de Básquetbol de Necochea, que reúne además equipos de Lobería y Tandil.
Necochea tiene dos clubes de rugby que juegan en la Unión de Rugby de Mar del Plata.